# Borki (gemeente)
De gemeente Borki is een landgemeente in het Poolse woiwodschap Lublin, in powiat Radzyński.
De zetel van de gemeente is in Borki.
Op 30 juni 2004 telde de gemeente 6151 inwoners.

## Oppervlakte gegevens
In 2002 bedroeg de totale oppervlakte van gemeente Borki 111,83 km², waarvan:
- agrarisch gebied: 78%
- bossen: 14%

De gemeente beslaat 11,59% van de totale oppervlakte van de powiat.

## Demografie
Stand op 30 juni 2004:
| Omschrijving                   | Totaal | Totaal | Vrouwen | Vrouwen | Mannen | Mannen |
| ------------------------------ | ------ | ------ | ------- | ------- | ------ | ------ |
| eenheid                        | aantal | %      | aantal  | %       | aantal | %      |
| inwoners                       | 6151   | 100    | 3072    | 49,9    | 3079   | 50,1   |
| bevolkingsdichtheid (inw./km²) | 55     | 55     | 27,5    | 27,5    | 27,5   | 27,5   |

In 2002 bedroeg het gemiddelde inkomen per inwoner 1442,98 zł.

## Administratieve plaatsen (sołectwo)
Borki, Krasew, Maruszewiec (sołectwa: Maruszewiec Nowy en Maruszewiec Stary), Nowiny, Olszewnica, Osowno, Pasmugi, Sitno, Stara Wieś, Tchórzew, Tchórzew-Kolonia, Wola Chomejowa, Wola Osowińska, Wrzosów.

## Aangrenzende gemeenten
Czemierniki, Kock, Radzyń Podlaski, Ulan-Majorat, Wojcieszków